# Ngwevu intloko
Ngwevu intloko (del idioma xhosa 'ngwevu' e 'intloko' que significa "cráneo gris") es la única especie conocida del género extinto Ngwevu de dinosaurio sauropodomorfo masospondílido que vivió a principios del período Jurásico, hace aproximadamente entre 201 a 190 millones de años durante el Hettangiense y el Sinemuriense en lo que es hoy África. Procedente de rocas del Jurásico Inferior de la Formación Elliot de Sudáfrica. El espécimen holotipo y único conocido fue descubierto en 1978 y había sido considerado como un espécimen inusual del cercanamente relacionado Massospondylus, con un cráneo comprimido horizontal y verticalmente, pero en 2019 el espécimen fue reexaminado y se determinó que pertenecía a un género diferente. Ngwevu se distingue principalmente por su cráneo mucho más robusto que el de Massospondylus.